# La Perla de Hueyapan
La Perla de Hueyapan är en ort i Mexiko.   Den ligger i kommunen Hueyapan de Ocampo och delstaten Veracruz, i den sydöstra delen av landet, 500 km öster om huvudstaden Mexico City. La Perla de Hueyapan ligger 672 meter över havet och antalet invånare är 300.
Terrängen runt La Perla de Hueyapan är huvudsakligen kuperad, men den allra närmaste omgivningen är platt. Runt La Perla de Hueyapan är det ganska tätbefolkat, med 56 invånare per kvadratkilometer. Närmaste större samhälle är Catemaco, 19,9 km nordväst om La Perla de Hueyapan. Omgivningarna runt La Perla de Hueyapan är en mosaik av jordbruksmark och naturlig växtlighet.